# بدون دخترم هرگز
بدون دخترم هرگز (به انگلیسی: Not without my daughter) یک فیلم زندگی‌نامه‌ای و درام آمریکایی بر اساس کتاب بدون دخترم هرگز نوشتهٔ بتی محمودی (همسر بزرگ محمودی) و به کارگردانی برایان گیلبرت محصول سال ۱۹۹۱ است. این فیلم در اورشلیم اسرائیل، آنکارا و آتلانتا فیلمبرداری شده‌است.
مهتاب (دختر بتی و سید بزرگ محمودی) که اکنون در آمریکاست و پدرش سال پیش با وجود تلاش بسیار، هیچ خبری از وی در دست ندارد.

## خلاصه داستان فیلم
دکتر بزرگ محمودی (مودی) پزشکی است که سال‌های زیادی را از وطن دور بوده و به همراه همسر امریکاییش بتی و دخترش مهتاب در میشیگان زندگی می‌کند. انقلاب به تازگی رخ داده، و همکاران دکتر محمودی از قضیه تصرف سفارت آمریکا در تهران تصورات منفی از ایرانیان به یاد دارند. او که حدود ۱۰ سال است خانواده خود را ندیده‌است قصد دارد همسر خود را راضی کند تا به اتفاق سفری را برای دیدار از خانواده داشته باشند. بتی که از جنگ و شرایط حاکم بر ایران مطلع است حاضر نیست این خواسته را بپذیرد اما هنگامیکه دکتر محمودی برای او روی قرآن قسم می‌خورد که بعد از دو هفته به آمریکا بر می‌گردند بتی که می‌داند قرآن در بین مسلمانان جایگاه بزرگی دارد راضی به سفر می‌شود.
در فرودگاه استقبال گرمی از آن‌ها می‌شود، اما خواهر بزرگ دکتر محمودی، بتی را مجبور می‌کند که مانتو تن کند. دکتر محمودی که آخرین بار قبل از انقلاب به ایران آمده بود قبل از سفر به بتی گفته بود زنان خارجی مجبور نیستند حجاب را رعایت کنند، اما با دیدن شرایط خیابان‌های تهران خود نیز متعجب است.
دکتر محمودی که در ابتدا به نظر می‌رسد قصد بازگشتن دارد با اصرار خانواده تصمیم به اقامت دائم در ایران می‌گیرد و به بتی نیز می‌گوید که از بیمارستان در آمریکا اخراج شده و دیگری چیزی برای بازگشتن ندارد. بتی که خود را در تنگنا می‌بیند با پدر دکتر محمودی که فردی مذهبی است صحبت می‌کند و به او می‌گوید که مودی برای راضی کردن او برای مسافرت قسم خورده‌است. اما پدر دکتر محمودی قسم دروغ او را تقیه می‌نامد و معتقد است خدا او را می‌بخشد. بتی در تماس تلفنی با مادرش آدرس دفتر تأمین منافع آمریکا در سفارت سوئیس در تهران را می‌گیرد و از خانه گریخته و خود را به آنجا می‌رساند. او که تصور می‌کند دفتر آمریکایی او و فرزندش را پذیرا شده و شرایط را برای بازگرداندن آن‌ها فراهم می‌کنند با حقایق تلخ دیگری از قوانین حاکم بر ایران آشنا می‌شود. اینکه زنان بدون رضایت کتبی از همسرشان حق مسافرت ندارند و اینکه طبق قوانین ایران او به دلیل ازدواج با یک مرد ایرانی خود به خود شهروند ایران محسوب شده و باید طبق قوانین ایران عمل کند. او که شرایط بازگشت را سخت می‌بیند تصمیم به سازش موقت با همسر خود می‌گیرد. او را راضی می‌کند که خانه عمه بزرگ (خواهر دکتر محمودی) را ترک کنند. سرانجام بتی و مودی به خانه ممل و نسرین (برادر و زن برادر) دکتر محمودی نقل مکان می‌کنند. در آنجا با وجود همه محدودیت‌ها بتی قدری آزادتر شده و روزها با نسرین برای خرید به بازار می‌روند. در بازار با شخصی به نام حمید آشنا می‌شود که خود در آمریکا زندگی کرده و درک بهتری نسبت به شرایط بتی دارد. او که عزم بتی را برای خروج از ایران می‌بیند بتی را به فردی به نام حسین معرفی می‌کند که می‌تواند شرایط را برای خروج قاچاقی بتی از ایران فراهم کند. در همین فواصل دکتر محمودی که اعتمادش نسبت به بتی بیشتر شده‌است برای او بلیت سفر به آمریکا می‌گیرد تا ضمن دیدار از پدر بیمارش، دارایی‌های او را در آمریکا بفروشد و برای این کار حتی به او وکالت می‌دهد. اما بتی که به هیچ وجه حاضر نیست بدون دخترش بازگردد شب قبل از موعد پرواز به همراه مهتاب از خانه می‌گریزد و به منزل حسین می‌رود و حسین نیز شبانه شرایط را برای خروج از تهران و رفتن به مرز فراهم می‌کند. سرانجام بتی بعد از گذشتن از مناطق سخت‌گذر سرانجام با کمک کردهای بومی به ترکیه می‌رسد و در آخر فیلم با دیدن پرچم کشورش در سفارت آمریکا در ترکیه احساس آرامش می‌کند.

## نقدها و تحلیل‌ها
راجر ایبرت منتقد سینمایی دربارهٔ این فیلم چنین می‌نویسد:
سازنده فیلم از همه مهارت خود برای برانگیختن احساسات ما استفاده کرده‌است، در حالیکه خود موضوع فیلم که مادر و بچه اش را اسیر در یک جامعه مذهبی افراطی نشان می‌دهد خود به خود می‌تواند احساسات بیننده را تحریک کند. بینندگان تصور نمی‌کنند که این فیلم تنها تصویر یک کشور مسلمان را نشان می‌دهد بلکه با دیدن آن، نگاهشان به کل جامعه مسلمین تغییر می‌کند. درست است که مسلمانان چیزهایی را که در جوامع غربی به عنوان حقوق بشر و آزادی افراد و زنان پذیرفته شده‌است رعایت نمی‌کنند و نمونه بارز آن سخنان سلمان رشدی است که به واکنش شدیدآنان و حتی قیمت گذاری برای کشتن وی منجر شد و عدم آزادی بیان در اسلام را ثابت کرد اما ما لازم است نسبت به آنان اصول انصاف و جوانمردی را رعایت کنیم حتی اگر آنان نسبت به ما چنین نکنند، در این فیلم هیچ تصویر مثبتی از یک شخصیت مسلمان معتقد نشان داده نشد و همه کسانی که به بتی کمک کردند مخالف و قانون‌شکن هستند. اگر هر فیلم به تندی و کینه‌توزی این فیلم در مورد هر گروه قومی دیگری در آمریکا ساخته می‌شد، با عنوان نژادپرستی و تعصب محکوم می‌شد، البته بعضی از مسلمانان دشمنان ما هستند و دیدگاه‌های ما را نفی می‌کنند اما ما مجبوریم در جامعه جهانی با آنها سازش کنیم.
در عین حال او توصیه می‌کند که فیلم به دو دلیل دیده شود اولین دلیل آن ساختار دراماتیک قدرتمند غیرقابل انکار فیلم و دلیل دوم آن برای واداشته شدن به تفکر
همچنین نقدی در روزنامه لس آنجلس تایمز این فیلم را از وجه تمایز قائل شدن بین حکومت و مردم ایران ناتوان می‌داند.

## بازتاب
عنوان قسمت اول فصل دوم مجموعه ساوث پارک به نام «ترنس و فیلپ:بدون مقعدم هرگز» نقیضه‌ای از این فیلم است.
در پاسخ به فیلم «بدون دخترم هرگز»، یک مستند فنلاندی با عنوان بدون دخترم توسط کارگردان الکسیس کوروس ساخته شد. این مستند براساس مصاحبه‌هایی با دکتر محمودی در مورد زندگی وی در ایران و تلاش‌های او برای تماس با دخترش مهتاب ساخته شده‌است. کوروس گفت که نیت این مستند نود دقیقه‌ای «نشان دادن دروغ‌های موجود در فیلم آمریکایی و ارائهٔ زاویه دیگر داستان بود».
آلفرد مولینا در مصاحبه‌ای با تایم اوت تأیید کرد که وی توسط مردی که ظاهراً از پرتره وحشیانه او از دکتر محمودی در فیلم متنفر بوده، مشت خورده بود.

## گیشه
این فیلم بد عرضه شد و کمتر از ۱۵ میلیون دلار از فروش بلیت در ایالات متحده و کانادا به دست آورد. این فیلم در دومین هفته اکران خود به شدت سقوط کرد. در سطح بین‌المللی، ۲۸ میلیون دلار برای مجموع ۴۳ میلیون دلار در سراسر جهان به دست آورد.

## پاسخ انتقادی
تا دسامبر سال ۲۰۲۲، این فیلم بر اساس ۱۷ نقد، دارای رتبه محبوبیت ۵۳٪ در راتن تومیتوز است. راجر ایبرت نوشت: «اینجا یک فیلم گیج‌کننده و خسته‌کننده است که با مهارت زیادی احساسات ما را درگیر می‌کند و در عین حال ادعاهای اخلاقی و نژادی می‌کند که عمیقاً نگران‌کننده است». او اظهار داشت که "با شخصیت‌های مسلمان خود منصفانه رفتار نمی‌کند. اگر فیلمی با این ماهیت شرورانه و کینه توزانه در آمریکا دربارهٔ هر قوم دیگری ساخته شود، به عنوان نژادپرستی و تعصب آمیز محکوم خواهد شد. با این حال توصیه می‌کنم که فیلم دیده می‌شود.